# Publio Manlio Vulsone
Publio Manlio Vulsone (fl. V secolo a.C.) è stato un politico romano.

## Tribunato consolare
Nel 400 a.C. fu eletto tribuno consolare con Publio Licinio Calvo Esquilino, Lucio Titinio Pansa Sacco, Publio Melio Capitolino, Spurio Furio Medullino e Lucio Publilio Filone Volsco.
Publio Licinio fu il primo plebeo ad essere eletto alla massima magistratura romana.
Durante quell'anno Roma riconquistò Anxur ai Volsci.